# 獅頭社之役
獅頭社之役（內外獅頭社之役、獅頭社戰役、獅頭社事件），發生於1875年，為台灣清治時期的大龜文酋邦與大清帝國之戰役，地點是屏東縣獅子鄉一帶，被視為沈葆楨在台期間規模最大的戰爭。此戰役發生的遠因是長久以來存在的漢清朝對原住民政權的侵擾，近因則是同治13年秋獅頭社人民被刺桐腳庄民殺害，雙方交惡，且又臨日軍侵犯原住民，及獅頭社逮捕入侵部落之庄民和王開俊麾下營夫，以致清朝將領王開俊率領官兵數千名進犯，但為排灣軍所阻，後王開俊中伏而亡，且隨後全軍覆沒，是以引戰。

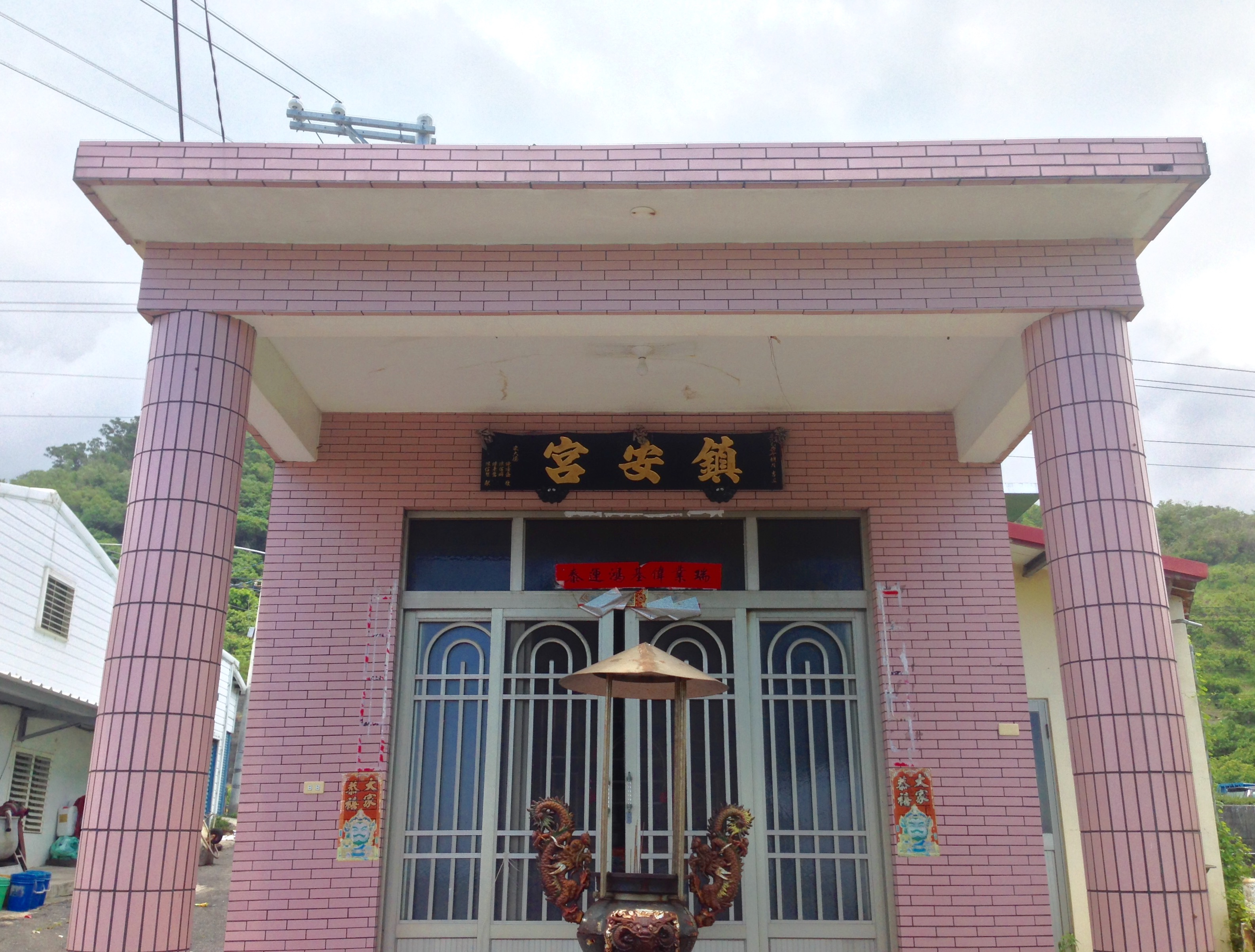
王太帥鎮安宮為奉祀尊稱「白軍營主帥王大人」的王開俊，位在枋山鄉南勢湖。

欽差大臣沈葆楨在牡丹社事件後開始「開山撫番」的政策，計畫打通往恆春和後山之路，遂於1875年（光緒元年）2月，下令征討內獅頭社、外獅頭社、竹坑社、本武社和草山社，並發生清軍屠殺原住民之事，戰事約持續3個月，出兵數千人，清軍最後雖勝，但損失慘重。

## 背景
清末同治年間，恒春半島由於漢人與原住民間不斷衝突，原住民以此為其傳統領地,漢人來此租地開墾,也要向其行從屬之禮,但是,漢人認為彼此互不隸屬,純粹為租地之契約行為,因此隔閡日深,再加上無清政府及軍隊保護,時被原住民出草。即使在牡丹社事件期間，漢人與原住民間衝突並未停止,甚至漢人想爭取日軍前去討伐原住民，原住民則想透過日軍支持，鞏固地區主導地位。1874年12月日軍撤退後，刺桐腳五位庄民被獅頭社原住民殺害，王開俊麾下營夫二人亦遭擊斃，在百姓不斷請求保護的聲浪下，於緒元年正月8日，王開俊帶領中、右、 後三哨征討獅頭社,但入山後遇原住民伏擊,造成王開俊等93名官兵戰死。
沈葆楨見戰報後，一方面上奏清廷撫卹陣亡將士，另一方面決定懲辦兇番，令鄰近原住民部落帖服，防範內亂外患迭起，遂命淮軍出征進剿肇禍原住民部落，獅頭社之役正式展開。
淮軍原屬劉銘傳之銘軍，劉銘傳告退後，所部分別由候補道劉盛藻與記名提督唐定奎統帥，改稱武毅銘軍，同治 13 年牡丹社事件時，奉李鴻章之命，帶領十三營六千五百名將士來台 ，以強化在台軍備，做為對抗侵台日軍的武力支援，亦令沈葆楨在台的談判情勢逆轉。至日軍撤離，淮軍並未與日軍交鋒，未料卻因獅頭社番亂，而成為剿番的主力軍隊。

## 作戰經過
光緒元年初王開俊官兵殉難，立刻衝擊到南台灣原先的軍事佈署。為穩定局勢，並積極佈妥防番措施，台灣道夏獻綸函商淮軍唐定奎，由副將王福祿接帶王開俊原營，營務處劉璈率總兵朱明登營及鎮海中營兩哨馳赴風港。2月，唐定奎派遣提督王德成、周志本、張光亮先帶七營士兵分紮枋寮、南勢湖和枋山等處，自己則親統四營扼紮刺桐腳，以當其衝。原駐琅嶠之淮軍，仍照常堅紮，以鎮地方。

2月13日，原已內渡，又奉命來台查辦此事的沈葆楨抵達安平，經與唐定奎多日商議，認定清除障礙、切斷獅頭社的所有外援，才是獲勝的不二法門， 因而規劃出三項作戰策略：l、需挑令各營廓清入山路徑，按隘設碉，層層逼剿；2、考量生番所居層巒疊蟑，叢林深菁，險阻不通，各營需添募土勇幫同營夫隨山刊木，廓清山路；3、一面嚴查附近居民，如果有接濟該番鹽、米、火藥等，即嚴行懲辦。又得知與獅頭社聯盟的內龜文、外龜文、竹坑、阿栽米息、中心崙、麻籬笆、草山、干仔、阿養益、中文等社，地皆毘連，遂確定東路自刺桐腳直薄內獅頭等社，西路由南勢湖進攻外獅頭等社的進剿路線。

西路淮軍自2月初即積極招募土勇營夫近千人,廓清山路,進剿原住民。

2月22日，西路淮軍由周志本帶隊自南勢湖而入，遇五百餘名原住民突襲，鏖戰多時，擊退原住民，攻克草山社。

3月，王德成、周志本等沿途開通山道，每日有四、五百名原住民襲撓進路。27日，余光德則進紮衡山。 

4月4日唐定奎派劉朝林駐軍於獅頭山背，此地離外獅頭社僅二里路。16日，以周志本及劉朝林為中路，梁善明為左路，余光德、姚天霖為右路，進剿外獅頭社，一舉攻克外獅頭社。
 
東路淮軍方面，2月22日由唐定奎督率部屬自刺桐腳循溪右進，至竹坑山口。 

3月3日，派宋先聘屯紮竹坑山口。8日，唐定奎繞至竹坑山後之竹坑埔。17日進攻竹坑社，採取包圍戰術，攻下竹坑社。25日，淮軍正在伐木，突有二百餘名原住民戰士蜂擁截路，經迎戰後，擊敗原住民，克本武社。

4月初，唐定奎親登絕頂，見內獅頭社前，懸崖削壁，無路可通，仍令各營沿大龜文溪而進。16日，以唐定奎為中路，陳有元為左路，宋先聘為右路，進剿內獅頭社，而以畢長和伏於山後，以斷龜文社援路，又遣軍阻絕與外獅頭社往來之交通要道。拂曉合擊，直搗其巢，大破之。20日，田勤生帶隊巡山，遣縣丞李際泰同勇丁至內獅頭社山麓找到王開俊首級，唐定奎諭令曾隨王開俊剿番之千總郭占鰲及其舊部兵勇列隊哀悼。 

4月中旬，內外獅頭社皆已攻下，各番社亦次第就撫，戰役結束。淮軍於作戰期間捐軀、病故者多達1918人。

## 影響
獅頭社之役後，沈葆楨於地圖上，片面將當地之中文地名之竹坑社改為永平社，本武社改為永福社，草山社改為永安社，內、外獅頭社改為內、外永化社。

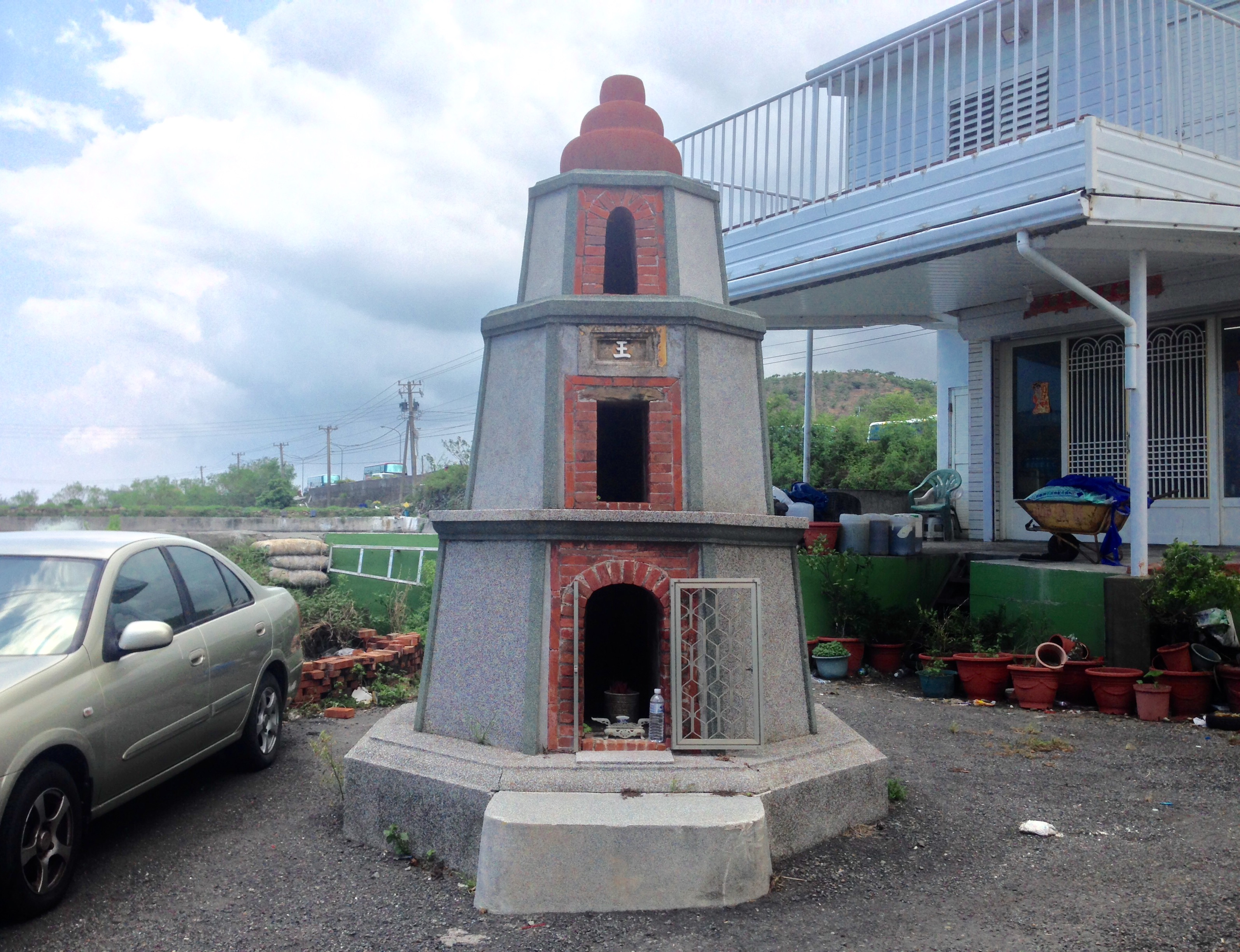
王太帥鎮安宮三層八卦形磚塔。
《恆春縣志》：「光緒十年，丁參將映昇建白骨塔，在縣北七十里南勢湖。」

就實際成效而言：番學大多荒廢，招墾事務弊端亦多。表面上，番目與代管者協助官方，以維護部落治安，但事實上，當地生活習俗依舊，除了改變部落傳統的經濟結構外，並未真正動搖大龜文群的內在基礎。是故，獅頭社之役結束後，清廷在台灣南部所實施的開山撫番政策成效是有限的。
在屏鵝公路南下獅子鄉南世村前路旁的王太帥鎮安宮，為祭祀王開俊，旁邊還有一座三層白塔。匾額是前枋寮地區農會總幹事李增隆1985年所立。
《鳳山縣采訪冊》記載亡故的淮軍分葬在枋寮白軍營淮軍義塚及鳳山縣城外北門的武洛塘山。